# Tyson Chandler
Tyson Cleotis Chandler, född 2 oktober 1982 i Hanford, Kalifornien, är en amerikansk tidigare basketspelare (center).

## Lag
- Chicago Bulls (2001–2006)
- New Orleans Hornets (2006–2009)
- Charlotte Bobcats (2009–2010)
- Dallas Mavericks (2010–2011)
- New York Knicks (2011–2014)
- Dallas Mavericks (2014–2015)
- Phoenix Suns (2015–2018)
- Los Angeles Lakers (2018–2019)
- Houston Rockets (2019–2020)